# Delia nigripennis
Delia nigripennis är en tvåvingeart som beskrevs av Griffiths 1991. Delia nigripennis ingår i släktet Delia och familjen blomsterflugor.
Artens utbredningsområde är British Columbia. Inga underarter finns listade i Catalogue of Life.